# Houdringe
Houdringe is een rijksbeschermde historische buitenplaats met negen complexnummers, waaronder een landhuis in De Bilt. Bij de oprijlaan aan de voorzijde staat nog een portierswoning uit het jaar 1902 en een bakstenen speelhuisje uit 1858.
De villa heeft een rechthoekige plattegrond en wordt geflankeerd door een zijvleugel. Dit classicistische hoofdgebouw werd gebouwd in 1779, ter vervanging van een ouder huis. Boven het souterrain zijn twee bouwlagen onder een afgeplat schilddak met aan de voorzijde twee negentiende-eeuwse dakkapellen. In de voorgevel is een baksteen ingemetseld met de inscriptie PHVW Aº 1779 (Pieter Hieronymus van Westrenen). Een hardstenen trap leidt naar de drie deuren op de bel-etage. De marmeren schouwen, beschilderde plafonds en stucwerk op de bel-etage dateren uit de bouwtijd.
De zijvleugels werden in 1954 in dezelfde stijl gebouwd.
De buitenplaats is in gebruik als het hoofdkantoor van Sweco Nederland.

## Tuin
Op de plek van Houdringe stond in de zeventiende eeuw een boerderij die tot de abdij van Oostbroek behoorde. Jan Frederik de Mamuchet (1652 - 1720) liet bij de boerderij een park aanleggen. De tuinen zijn sinds het einde van de jaren 60 in formele stijl aangelegd. De huidige parkaanleg aan de achterkant van het huis werd voor 1924 ontworpen door Jan David Zocher jr. De open ruimtes zijn omzoomd door bosranden.

## Boerderij
Na de reformatie vervielen de eigendommen van het klooster aan de Staten van Utrecht. In 1650 verkochten ze de boerderij aan Jean de Mamuchet (1601 - 1675). De landerijen kregen de naam Houdringe, omdat Jan zich op basis van oude rechten heer van Houdringe mocht noemen, een heerlijkheid in de buurt van het Franse Rijsel. Jan bezat een aantal huizen in Utrecht en een buitenplaats in Oegstgeest. De familie bezat vele landerijen. Zo liet Jans broer de hofstede Groeneveld in Baarn bouwen. Door de grondaankopen van Jean de Mamuchets zoon Jan Frederik (1652 - 1720) groeide het landgoed flink. Hij liet de boerderij uitbreiden tot een bescheiden heerehuysinge.

## Nieuwbouw in 1779
Eind 18e eeuw kwam de buitenplaats in bezit van de Utrechtse regentenfamilie Van Westrenen. De dochter van Jan Frederik de Mamuchet trouwde met Jan Jacob van Westrenen. De familie van Westrenen liet het vervallen herenhuis in 1779 slopen en gaf opdracht tot de bouw van het huidige middengedeelte. Het ontwerp is vermoedelijk van architect Abraham van der Hart. Door grondaankopen door de Van Westrenens besloeg het landgoed aan het eind van de 19e eeuw 340 hectare.
Na dood van eigenaar Johan Carel Willem Fabricius (1795-1881) werd het noordelijke deel van het landgoed ter grootte van 325 hectare verkocht. In 1882 werd het huis opgeknapt door een van de dochters Fabricius en Godfried Hendrik Leonard baron Van Boetzelaer.
In 1954 verkocht zoon Albert het landgoed aan Het Utrechts Landschap, die het huis verkocht aan bouwbedrijf Grontmij NV.

## Bewoners
- 1650 Jean de Mamuchet
- - 1740 Johan Frederik de Mamuchet
- 1740 - Jan Jacob van Westrenen
- 1779 - Frederik Jan van Westrenen
- - 1842 Pieter Hieroymus van Westrenen
- 1842 - jhr. Johan Carel Willem Fabricius van Leijenburg
- - 1888 Godfried Hendrik Leonard baron Van Boetzelaer
- 1888 - familie Van Boetzelaer
- - 1954 A.M.A. baron Van Boetzelaer van Wolferen en Loenen
- 1954 - Grontmij NV (huis)
- 1954 - Stichting Het Utrechts Landschap (landgoed)